# 동양역
동양역(東陽驛)은 조선민주주의인민공화국 함경남도 영광군에 위치한 장진선의 철도역이다.